# Clandestino Festival
Clandestino Festival is een meerdaags interdisciplinair festival in Göteborg, Zweden, gericht op een multiculturele programmering van beeldende kunst, experimentele muziek, experimentele film en andere vormen van avant-gardekunst. Het festival vindt jaarlijks plaats in juni.
De eerste editie vond plaats in 2003 en wordt georganiseerd door Clandestino Institut in samenwerking met het kunstenaarscollectief Bwana Club. Een van de doelstellingen van de programmering is om uit verschillende werelddelen artiesten aan te trekken, om kunst en muziek te presenteren vanuit alle culturen. Het festival wordt gehouden nabij het Röda Sten gebied in een tent of een van de clubs of in de kathedraal.

## Programma 2005
onder andere Clotaire K, Johannes Anyuru feat Dj Khim, Duoud, Baul Shilpi en Nazarenes.

## Programma 2007
onder andere Talvin Singh, Fundamental, Nitin Sawnhey, Ges-e, Osmani Soundz

## Programma 2008
onder andere Konono No1 (Congo)

## Programma 2010
Lee Perry (Kingston), Little Dragon [Göteborg], Mala (Digital Mystikz) [Londen], Staff Benda Bilili (Kinshasa), Tanya Tagaq (Nunavut), Trash van Traxxx (Barcelona), Wu Fei (Peking / New York), Reuben Sutherland.
Voorafgaand aan de 2010 editie is er in mei een voorbeschouwend programma in het Världskulturmuseet (Wereldcultuurmuseum).